# Untere Gottesackerwände
Die Unteren Gottesackerwände sind ein 1858 m ü. NHN hoher Berg in den Allgäuer Alpen in Bayern.

## Lage und Umgebung
Die Wandstufe der Unteren Gottesackerwände verläuft in einer Breite von über nahezu fünf Kilometern leicht nach Norden gebogen in Ost-West-Richtung. Nördlich der Wand liegt das Rohrmooser Tal mit dem Rohrmoossattel (1120 m) und das Tal der Rubach/Schönbach/Achbach über dem sich die Flanken des Piesenkopfs (1630 m) erheben. Am östlichen Ausläufer angehängt sind noch die untergeordneten Gipfel von Gatterkopf (1659 m) und dem namenlosen Punkt 1672. Im Norden gehen die Unteren Gottesackerwände über den Windecksattel (1751 m) und den Torkopf (1930 m) zu der Wandstufe der Oberen Gottesackerwände (2033 m) über. Der Berg liegt auf dem Gemeindegebiet von Oberstdorf.

## Namensherkunft
Ein Wolfegger Archiv beschreibt 1693 eine Gottesacker Wandt ... Under Gotsackher wand. In Blasius Huebers Vorarlbergkarte wird 1783 ein Gottesacker B erwähnt und 1797 in Blatt 105 der Schmitt’schen Karte ein Gotsacker. Namensgeber war das südlich liegende Karstgebiet, das Gottesackerplateau, wobei Gottesacker die Bedeutung von Friedhof hat. Grund für die Benennung könnte die Einsamkeit des Plateaus gewesen sein.

## Besteigung
Auf den Gipfel der Unteren Gottesackerwände führt kein markierter Weg. Die Grathöhe kann bei vorhandener Trittsicherheit vom markierten Wanderweg, der vom Windecksattel ins Rohrmooser Tal führt, aus erreicht werden. Dieser Weg verläuft von der kleinen Einschartung am Kamm der Höhe über den unbedeutenden Ostgipfel (1848 m). Zum Windecksattel gelangt man auch aus dem Mahdtal oder von Westen her aus dem Rubachtal bei Sibratsgfäll.

## Bilder

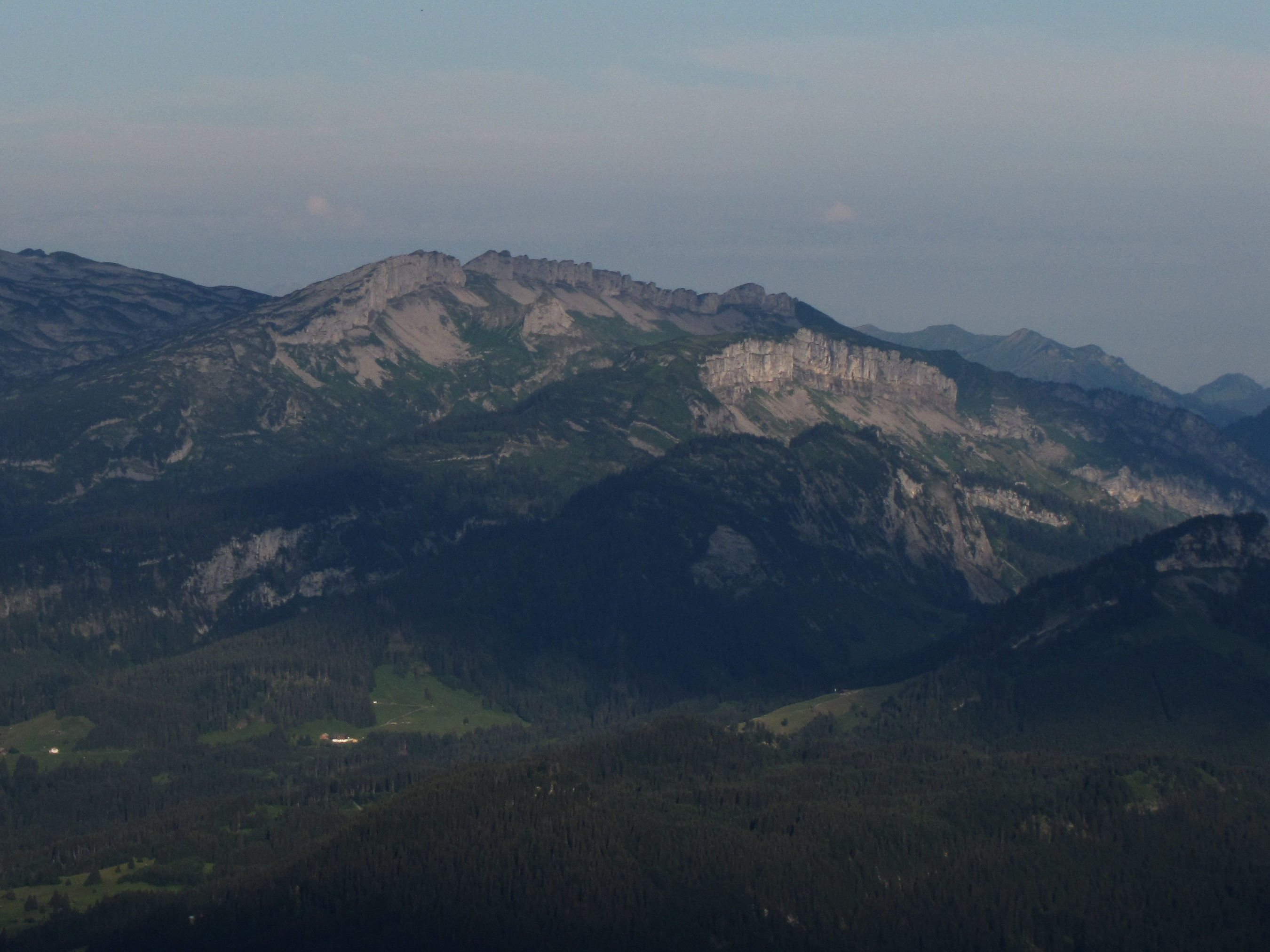
Wandstufen der Unteren und Oberen Wände
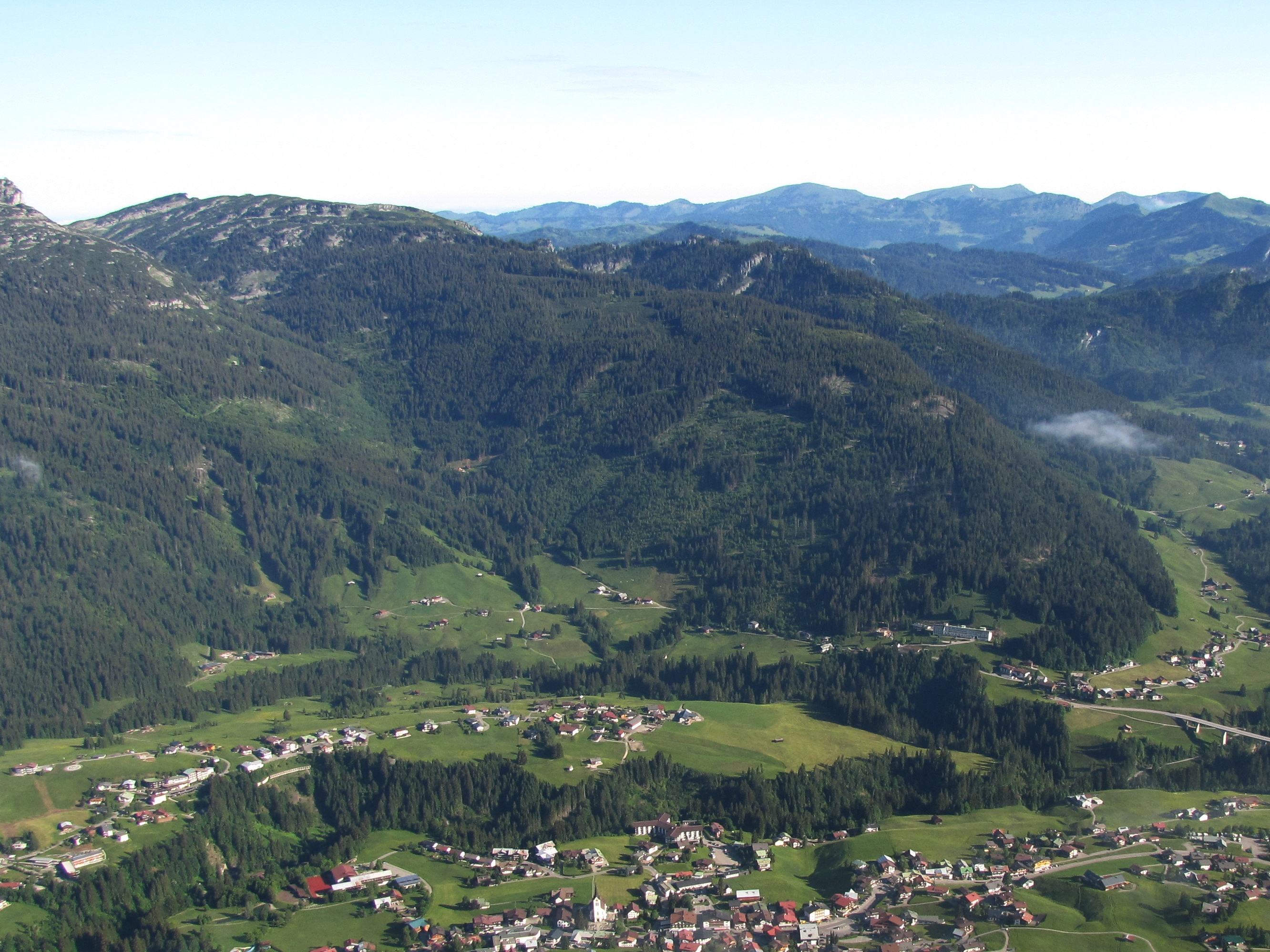
Ostrücken mit Riezlern
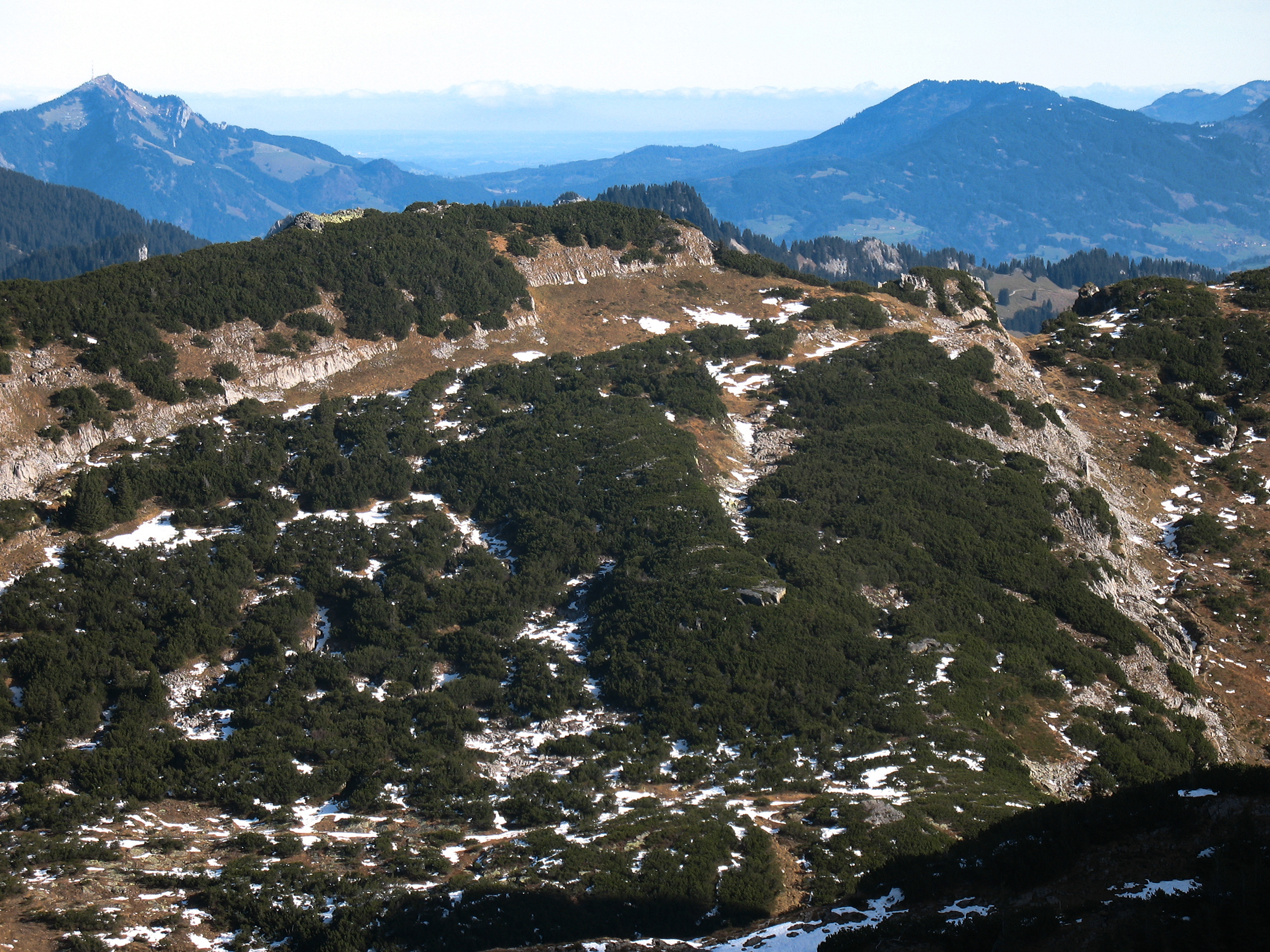
Gipfel von Süden
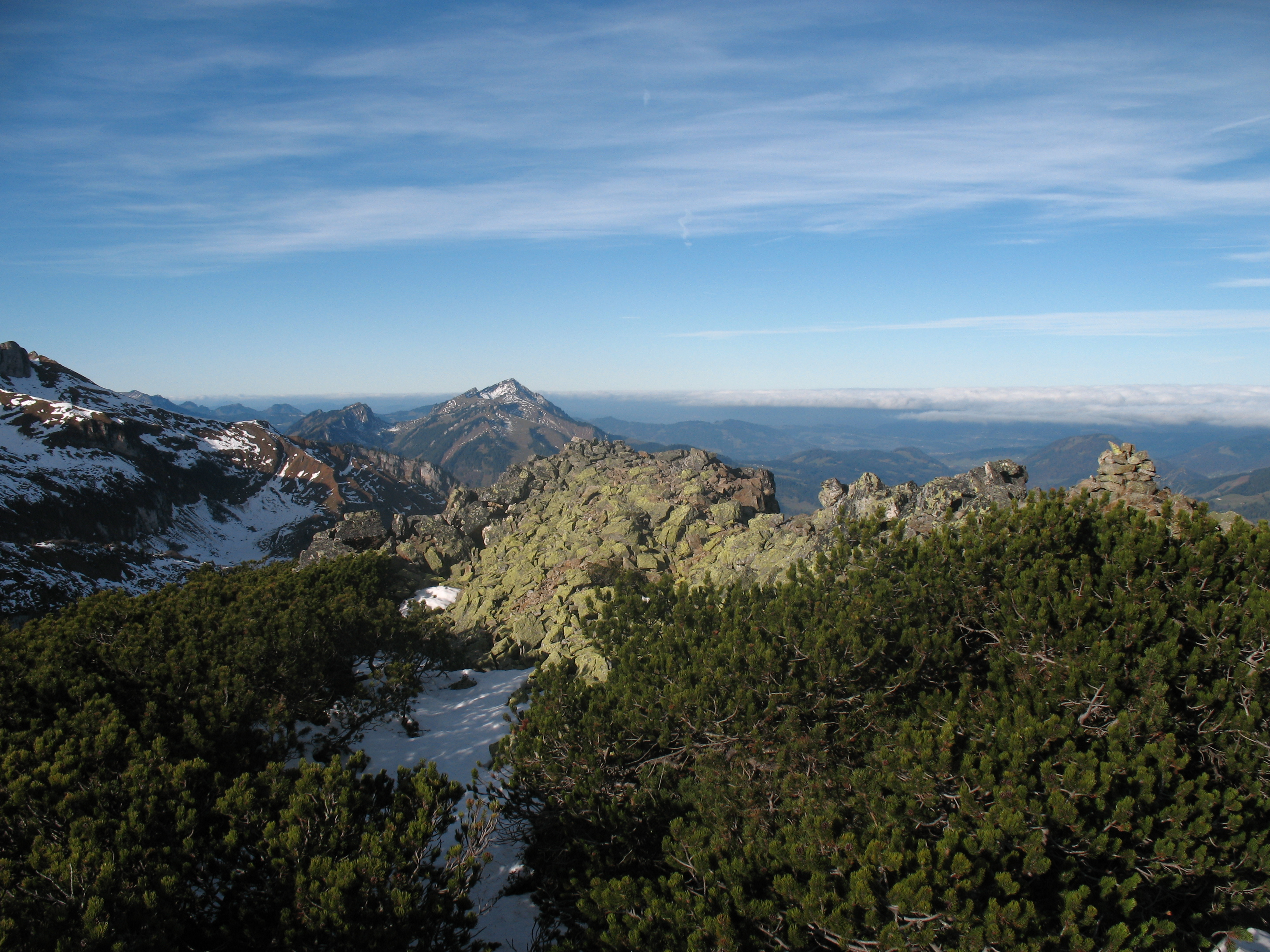
Am Gipfel